# Dikerogammarus oskari
Dikerogammarus oskari is een vlokreeftensoort uit de familie van de Gammaridae. De wetenschappelijke naam van de soort is voor het eerst geldig gepubliceerd in 1945 door Birstein.